# Philodoria dubautiella
Philodoria dubautiella là một loài bướm đêm thuộc họ Gracillariidae. Nó là loài đặc hữu của Oahu.
Ấu trùng ăn Dubautia plantaginea. Chúng ăn lá nơi chúng làm tổ.